# Oby Onyioha
Oby Onyioha (1959) es una cantante nigeriana. Sus principales temas son Enjoy Your Life, I Want to Feel Your Love, Party Party, Nigeria’s Gonna Make It o Break It, que tuvieron un gran éxito en la década de 1980 en Nigeria.  
Años después del lanzamiento de su debut y su larga pausa, Onyioha anunció su regreso a la escena musical y planes para el lanzamiento de su tercer álbum, siendo 'Break-It' el segundo.

## Primeros años de vida
Onyioha nació en Lagos y se crio en la parte oriental de Nigeria. Su padre era KOK Onyioha, el jefe de la religión Godian. Onyioha comenzó su educación en la escuela primaria St Stephens en Umuahia, Estado de Abia, desde donde fue a Queen's School, Enugu para su educación secundaria. Continuó sus estudios hasta obtener una licenciatura en Historia y una licenciatura en Gestión Empresarial respectivamente, y también obtuvo una maestría y un doctorado en Antropología Social.

## Carrera musical
Onyioha comenzó por primera vez en la escena musical nigeriana en 1981 con el lanzamiento de su primer álbum I Want to Feel Your Love, que lleva el nombre de su exitoso sencillo del mismo título. El sencillo "I Want to Feel Your Love" está considerado como una de las mejores canciones de su época en Nigeria. Fue la primera artista en firmar con Time Communication Limited. El álbum fue escrito y producido por Lemmy Jackson para Time Communication Limited. El álbum fue un gran éxito y tomó por asalto la escena musical nigeriana en los años 1980 y 1990, todo esto en un momento en que la música disco break-dance se consideraba el dominio exclusivo de los artistas occidentales Onyioha jugó un papel importante en ayudar a romper la percepción de que la música era una vocación para mujeres con dificultades académicas. El álbum I Want to Feel Your Love de Oby Onyioha tuvo tanto éxito que en una subasta en Europa, el disco de vinilo se vendió por 700 dólares.
Su segundo álbum 'Break it' fue lanzado en 1984, convirtiéndose en un éxito del breakdance y disco nigeriano.
Más de 3 décadas después del lanzamiento de su álbum debut, anunció su regreso a la escena musical y lanzó su tercer álbum en 2015.

## Discografía
Álbumes de estudio
- 1981: I Want to Feel Your Love
- 1984: Break It
- 2015: Heritage

Sencillos y Canciones
- 1981: I Want to Feel Your Love:
- A1: I Want to Feel Your Love
- A2: I'll Put It Right Again
- A3: Enjoy Your Life
- B1: Wait for Me
- B2: Here We Are
- B3: Nne N'enye
- 1984: Break It:
- A1: Break It
- A2: Nigeria's Gonna Make It
- A3: Break It (Instrumental)
- B1: Slow Down
- B2: Nwaezelagbo
- B3: Raid Dem Jah
- B4: Party Party
- 2015: Heritage:
- A1: Onye Isi Ike
- A2: Love's Shown Me.
- A3: Nwaekeleke
- B1: Jiho!ho!
- B2: Tribute To Ahanyi
- B3: Joe

## Legado
Oby Onyioha es considerada una pionera del afro-funk y una de las primeras mujeres nigerianas con logros académicos en alcanzar el éxito en la música pop, desafiando así la idea de que la música era una carrera para mujeres con dificultades académicas.
Su influencia se extiende más allá de las fronteras de Nigeria, siendo reconocida internacionalmente y revalorizada por coleccionistas de vinilos y amantes de la música retro.
El trabajo musical de Onyioha, así como muchas de sus canciones, ha sido incluido en diversas compilaciones que celebran la música africana de las décadas de 1970 y 1980. El éxito post disco de Onyioha, I Want To Feel Your Love ha sido reconocido como una de las 50 mejores canciones nigerianas de la historia.